# الخروعية القديمة (القويعية)
الخروعية القديمة، هي قرية من فئة (أ) تقع في محافظة القويعية، والتابعة لمنطقة الرياض في السعودية. وتبعد الخروعية القديمة عن محافظة القويعية بمسافة تقارب () كم.